# Primetime Emmy Award du meilleur scénario pour une série télévisée comique
Pour les articles homonymes, voir Emmy du meilleur scénario.
Le Primetime Emmy Award du meilleur scénario pour une série comique (Primetime Emmy Award for Outstanding Writing for a Comedy Series) est une récompense de télévision remise depuis 1956 au cours de la cérémonie annuelle des Primetime Emmy Awards.

## Palmarès
Note : L'année indiquée est celle de la cérémonie. Les lauréats sont indiquées en tête de chaque catégorie et en caractères gras.

### Années 1950
- 1956 : The George Gobel Show
- 1957 : The Phil Silvers Show
- 1958 : The Phil Silvers Show
- 1959 : The Jack Benny Show

### Années 1960
- 1960 : The Jack Benny Show
- 1961 : The Red Skelton Show
- 1962 : The Dick Van Dyke Show
- 1963 : The Dick Van Dyke Show
- 1964 : aucune récompense
- 1965 : aucune récompense
- 1966 : The Dick Van Dyke Show
- 1967 : Max la Menace (Get Smart)
- 1968 : He & She
- 1969 : aucune récompense

### Années 1970
- 1970 : aucune récompense
- 1971 : The Mary Tyler Moore Show
- 1972 : All in the Family
- 1973 : All in the Family
- 1974 : The Mary Tyler Moore Show
- 1975 : The Mary Tyler Moore Show
- 1976 : The Mary Tyler Moore Show
- 1977 : The Mary Tyler Moore Show
- 1978 : All in the Family
- 1979 : aucune récompense

### Années 1980
- 1980 : Barney Miller – Bob Colleary
- 1981 : Taxi – Michael Leeson
- 1982 : Taxi – Ken Estin
- 1983 : Cheers – Glen Charles et Les Charles
- 1984 : Cheers – David Angell
- 1985 : Cosby Show (The Cosby Show) – Michael Leeson et Ed Weinberger
- 1986 : Les Craquantes (The Golden Girls) – Barry Fanaro et Mort Nathan
- 1987 : Sacrée Famille (Family Ties) – Gary David Goldberg et Alan Uger
- 1988 : Frank's Place – Hugh Wilson
- 1989 : Murphy Brown – Diane English

### Années 1990
- 1990 : Les Années coup de cœur (The Wonder Years) – Bob Brush pour l'épisode Goodbye
- 1991 : Murphy Brown – Gary Dontzig et Steven Peterman pour l'épisode Jingle Hell, Jingle Hell, Jingle All The Way
- 1992 : Seinfeld – Larry Charles et Elaine Pope pour l'épisode The Fix-Up
- 1993 : Seinfeld – Larry David pour l'épisode The Contest
- 1994 : Frasier – David Angell, Peter Casey, David Lee pour l'épisode The Good Son
- 1995 : Frasier – Anne Flett-Giordano, Chuck Ranberg pour l'épisode An Affair To Forget
- 1996 : Frasier – Jack Burditt, Anne Flett-Giordano, Rob Greenberg, Joe Keenan, Christopher Lloyd, Linda Morris, Chuck Ranberg et Vic Rauseo pour l'épisode Moondance
- 1997 : Ellen – Ellen DeGeneres, Mark Driscoll, Tracy Newman, Dava Savel (en) et Jonathan Stark pour l'épisode The Puppy Episode
- 1998 : The Larry Sanders Show – Garry Shandling et Peter Tolan pour l'épisode Flip
- 1999 : Frasier – Jay Kogen pour l'épisode Merry Christmas, Mrs. Moskowitz

### Années 2000
- 2000 : Malcolm (Malcolm in the Middle)  – Linwood Boomer pour l'épisode I'm not a Monster
  - Tout le monde aime Raymond – Ray Romano et Philip Rosenthal pour l'épisode Bad Moon Rising
  - Frasier – Joe Keenan et Christopher Lloyd pour l'épisode Something Borrowed, Someone Blue
  - Freaks and Geeks – Paul Feig pour l'épisode pilote
  - Sex and the City – Cindy Chupack pour l'épisode Evolution
  - Sex and the City – Michael Patrick King pour l'épisode Ex & the City

- 2001 : Malcolm (Malcolm in the Middle) – Alex Reid pour l'épisode Bowling
  - Ed – Jon Beckerman et Rob Burnett pour l'épisode pilote
  - Freaks and Geeks – Paul Feig pour l'épisode Discos And Dragons
  - Sex and the City – Michael King pour l'épisode Easy Come, Easy Go
  - Will et Grace – Jeff Greenstein pour l'épisode Lows in the Mid-Eighties

- 2002 : The Bernie Mac Show – Larry Wilmore pour l'épisode pilote
  - Le Monde merveilleux d'Andy Richter (Andy Richter Controls the Universe) – Victor Fresco pour l'épisode pilote
  - Tout le monde aime Raymond (Everybody Loves Raymond) – Jennifer Crittenden pour l'épisode Marie's Sculpture
  - Tout le monde aime Raymond (Everybody Loves Raymond) – Philip Rosenthal pour l'épisode The Angry Family
  - Sex and the City – Julie Rottenberg et Elisa Zuritsky pour l'épisode My Motherboard, My Self

- 2003 : Tout le monde aime Raymond (Everybody Loves Raymond) – Tucker Cawley pour l'épisode Baggage
  - Tout le monde aime Raymond (Everybody Loves Raymond) – Mike Royce pour l'épisode Counseling
  - The Bernie Mac Show – Steve Tompkins pour l'épisode Goodbye Dolly
  - Lucky – Robb Cullen et Mark Cullen pour l'épisode pilote
  - Sex and the City – Cindy Chupack et Michael Patrick King pour l'épisode I Love a Charade

- 2004 : Arrested Development – Mitchell Hurwitz pour l'épisode pilote
  - Frasier – Joe Keenan et Christopher Lloyd pour l'épisode Goodnight, Seattle
  - Sex and the City – Michael Patrick King pour l'épisode An American Girl In Paris – Part 2
  - Sex and the City – Julie Rottenberg et Elisa Zuritsky pour l'épisode The Ick Factor
  - Scrubs – Garrett Donovan et Neil Goldman pour l'épisode My Screwup

- 2005 : Arrested Development – Mitchell Hurwitz, Jim Vallely pour l'épisode The Righteous Brothers
  - Arrested Development – Barbie Adler pour l'épisode Sad Sack
  - Arrested Development – Brad Copeland pour l'épisode Sword of Destiny
  - Desperate Housewives – Marc Cherry pour l'épisode pilote
  - Tout le monde aime Raymond (Everybody Loves Raymond) – Tom Caltabiano, Leslie Caveny, Tucker Cawley, Ray Romano, Philip Rosenthal, Mike Royce, Lew Schneider, Aaron Shure, Steve Skrovan et Jeremy Stevens pour l'épisode Finale

- 2006 : Earl (My Name Is Earl) – Gregory Thomas Garcia pour l'épisode pilote
  - Arrested Development – Richard Day, Mitchell Hurwitz, Chuck Tatham et Jim Vallely pour l'épisode Development Arrested
  - Entourage – Doug Ellin pour l'épisode Exodus
  - Extras – Ricky Gervais et Stephen Merchant pour l'épisode avec Kate Winslet
  - The Office – Michael Schur pour l'épisode Christmas Party

- 2007 : The Office – Greg Daniels pour l'épisode Gay Witch Hunt
  - 30 Rock – Robert Carlock pour l'épisode Jack-Tor
  - 30 Rock – Tina Fey pour l'épisode Tracy Does Conan
  - Extras – Ricky Gervais et Stephen Merchant pour l'épisode avec Daniel Radcliffe
  - The Office – Michael Schur pour l'épisode The Negotiation

- 2008 : 30 Rock – Tina Fey pour l'épisode Cooter
  - 30 Rock – Jack Burditt pour l'épisode Rosemary's Baby
  - Flight of the Conchords – James Bobin, Jemaine Clement et Bret McKenzie pour l'épisode Yoko
  - The Office – Lee Eisenberg et Gene Stupnitsky pour l'épisode Dinner Party
  - Pushing Daisies – Bryan Fuller pour l'épisode Pie-lette

- 2009 : 30 Rock – Matt Hubbard pour l'épisode Reunion
  - 30 Rock – Jack Burditt et Robert Carlock pour l'épisode Kidney Now!
  - 30 Rock – Robert Carlock pour l'épisode Apollo, Apollo
  - 30 Rock –  Ron Weiner pour l'épisode Mamma Mia
  - Flight of the Conchords – James Bobin, Jemaine Clement et Bret McKenzie pour l'épisode Prime Minister

### Années 2010
- 2010 : Modern Family – Steven Levitan et Christopher Lloyd pour l'épisode l'épisode pilote
  - 30 Rock – Tina Fey et Kay Cannon pour l'épisode Lee Marvin Vs. Derek Jeter
  - 30 Rock – Matt Hubbard pour l'épisode Anna Howard Shaw Day
  - Glee – Ryan Murphy, Brad Falchuk et Ian Brennan pour l'épisode pilote
  - The Office – Greg Daniels et Mindy Kaling pour l'épisode Niagara

- 2011 : Modern Family – Steven Levitan et Jeffrey Richman pour l'épisode Caught in the Act
  - Episodes – David Crane et Jeffrey Klarik pour l'épisode Episode 107
  - The Office – Greg Daniels pour l'épisode Goodbye, Michael
  - Louie – Louis C.K. pour l'épisode Poker/Divorce
  - 30 Rock – Matt Hubbard pour l'épisode Reaganing

- 2012 : Louie – Louis C.K. pour l'épisode Pregnant
  - Community – Chris McKenna pour l'épisode Remedial Chaos Theory
  - Girls – Lena Dunham pour l'épisode pilote
  - Parks and Recreation – Amy Poehler pour l'épisode The Debate
  - Parks and Recreation – Michael Schur pour l'épisode Win, Lose, or Draw

- 2013 : 30 Rock – Tina Fey et Tracey Wigfield pour l'épisode Last Lunch
  - 30 Rock – Jack Burditt et Robert Carlock pour l'épisode Hogcock!
  - Episodes – David Crane et Jeffrey Klarik pour l'épisode Episode 209
  - Louie – Louis C.K. et Pamela Adlon pour l'épisode Daddy's Girlfriend (Part 1)
  - The Office – Greg Daniels pour l'épisode Finale

- 2014 : Louie – Louis C.K. pour l'épisode So Did the Fat Lady
  - Episodes – David Crane et Jeffrey Klarik pour l'épisode Episode Five
  - Orange Is the New Black – Liz Friedman et Jenji Kohan pour l'épisode I Wasn't Ready
  - Silicon Valley – Alec Berg pour l'épisode Optimal Tip-to-Tip Efficiency
  - Veep – Simon Blackwell, Armando Iannucci et Tony Roche pour l'épisode Special Relationship

- 2015 : Simon Blackwell, Armando Iannucci et Tony Roche pour l'épisode Election Night de Veep
  - David Crane et Jeffrey Klarik pour l'épisode Episode trente-quatre de Episodes
  - Will Forte pour l'épisode Alive in Tucson de The Last Man on Earth
  - Louis C.K. pour l'épisode Bobby's House de Louie
  - Alec Berg pour l'épisode Les Deux Jours du Condor de Silicon Valley
  - Jill Soloway pour l'épisode L'Annonce de Transparent

- 2016 : Aziz Ansari et Alan Yang pour l'épisode Parents de Master of None
  - Rob Delaney et Sharon Horgan pour l'épisode Épisode 1 de Catastrophe
  - Dan O'Keefe pour l'épisode Founder Friendly de Silicon Valley
  - Alec Berg pour l'épisode The Uptick de Silicon Valley
  - David Mandel pour l'épisode Morning After de Veep
  - Alex Gregory et Peter Kuyck pour l'épisode Mother de Veep

- 2017 : Aziz Ansari et Lena Waithe pour l'épisode Thankgiving dans Master of None
  - Donald Glover pour l'épisode B.A.N. dans Atlanta
  - Stephen Glover pour l'épisode Streets on Lock dans Atlanta
  - Alec Berg pour l'épisode Success Failure dans Silicon Valley
  - Billy Kimball pour l'épisode Georgia dans Veep
  - David Mandel pour l'épisode Groundbreaking dans Veep

- 2018 : Amy Sherman-Palladino pour l'épisode Pilote dans Mme Maisel, femme fabuleuse
  - Alec Berg (en) pour l'épisode Fifty-One Percent dans Silicon Valley
  - Alec Berg (en) et Bill Hader pour l'épisode Chapter Seven: Loud, Fast, and Keep Going dans Barry
  - Donald Glover pour l'épisode Alligator Man dans Atlanta
  - Stefani Robinson pour l'épisode Barbershop dans Atlanta
  - Elizabeth Sarnoff pour l'épisode Chapter Seven: Loud, Fast, and Keep Going dans Barry

- 2019 : Phoebe Waller-Bridge pour l'épisode Épisode 1 dans Fleabag
  - Alec Berg et Bill Hader pour l'épisode Ronny/Lily dans Barry
  - Josh Siegal et Dylan Morgan pour l'épisode (Les) Janet dans The Good Place
  - Maya Erskine et Anna Konkle pour l'épisode Anna Ishii-Peters dans PEN15
  - Natasha Lyonne, Leslye Headland et Amy Poehler pour l'épisode Rien n'est simple dans ce monde dans Russian Doll
  - Allison Silverman pour l'épisode Un corps chaud dans Russian Doll
  - David Mandel pour l'épisode Veep dans Veep

### Années 2020
- 2020 : Dan Levy pour l'épisode Happy Ending dans Schitt's Creek
  - Michael Schur pour l'épisode Whenever You're Ready dans The Good Place
  - Tony McNamara pour l'épisode The Great dans The Great
  - David West pour l'épisode The Presidential Suite dans Schitt's Creek
  - Sam Johnson et Chris Marcil pour l'épisode Collaboration dans What We Do in the Shadows
  - Paul Simms pour l'épisode Ghosts dans What We Do in the Shadows
  - Stefani Robinson pour l'épisode On The Run dans What We Do in the Shadows

- 2021 : Lucia Aniello, Paul W. Downs et Jen Statsky pour l'épisode pilote de Hacks
  - Meredith Scardino pour l'épisode pilote de Girls5eva
  - Maya Erskine pour l'épisode Play dans Pen 15
  - Jason Sudeikis, Bill Lawrence, Brendan Hunt et Joe Kelly pour l'épisode pilote de Ted Lasso
  - Jason Sudeikis, Brendan Hunt et Joe Kelly pour l'épisode Une virée mouvementée dans Ted Lasso
  - Steve Yockey pour l'épisode "En cas d'urgence" dans The Flight Attendant

- 2022 : Quinta Brunson pour l'épisode pilote de Abbott Elementary
  - Duffy Boudreau pour l'épisode 710N dans Barry
  - Alec Berg et Bill Hader pour l'épisode starting now dans Barry
  - Lucia Aniello, Paul W. Downs et Jen Statsky pour l'épisode The One, the Only dans Hacks
  - Steve Martin et John Hoffman pour l'épisode True Crime dans Only Murders in the Building
  - Jane Becker pour l'épisode No Weddings and a Funeral dans Ted Lasso
  - Sarah Naftalis pour l'épisode The Casino dans What We Do in the Shadows
  - Stefani Robinson pour l'épisode The Wellness Center dans What We Do in the Shadows

- 2023 : Christopher Storer pour l'épisode System dans The Bear
  - Bill Hader pour l'épisode Wow dans Barry
  - Mekki Leeper pour l'épisode Ineffective Assistance dans Jury Duty
  - John Hoffman, Matteo Borghese et Rob Turbovsky pour l'épisode I Know Who Did It dans Only Murders in the Building
  - Chris Kelly et Sarah Schneider pour l'épisode Cary & Brooke Go to an AIDS Play dans The Other Two
  - Brendan Hunt, Joe Kelly et Jason Sudeikis pour l'épisode So Long, Farewell dans Ted Lasso

- 2024 : Hacks : "Bulletproof" – Lucia Aniello, Paul W. Downs et Jen Statsky 
  - Abbott Elementary : "Career Day" – Quinta Brunson
  - The Bear : "Fishes" – Christopher Storer et Joanna Calo
  - Girls5eva: "Orlando" – Meredith Scardino et Sam Means
  - The Other Two : "Brooke Hosts a Night of Undeniable Good" – Chris Kelly et Sarah Schneider
  - What We Do in the Shadows : "Pride Parade" – Jake Bender et Zach Dunn

## Statistiques

### Nominations multiples
13 : 30 Rock, Cheers et The Larry Sanders Show
11 : Seinfeld
10 : M*A*S*H
9 : All in the Family, Frasier et The Mary Tyler Moore Show
7 : The Office, Sex and the City et Taxi
6 : Les Années coup de cœur, The Jack Benny Show, Murphy Brown et Tout le monde aime Raymond
5 : Arrested Development et Louie
4 : Barney Miller, Cosby Show, The Dick Van Dyke Show et Episodes
3 : Buffalo Bill, Les Craquantes, Papa a raison, The Phil Silvers Show et The Red Skelton Show
2 : Ally McBeal, The Associates, The Bernie Mac Show, Caesar's Hour, Car 54, Where Are You?, The Days and Nights of Molly Dodd, Ellen, Extras, Flight of the Conchords, Freaks and Geeks, Friends, The George Gobel Show, He and She, I Love Lucy, It's Garry Shandling's Show, Max la Menace, Malcolm, Modern Family, Newhart, Parks and Recreation, Sacrée Famille, Silicon Valley et Veep

### Récompenses multiples
5 : The Mary Tyler Moore Show
4 : Frasier
3 : 30 Rock, All in the Family et The Dick Van Dyke Show
2 : Arrested Development, Cheers, The Jack Benny Show, Louie, Malcolm, Modern Family, Murphy Brown, The Phil Silvers Show, Seinfeld et Taxi